# Trajka

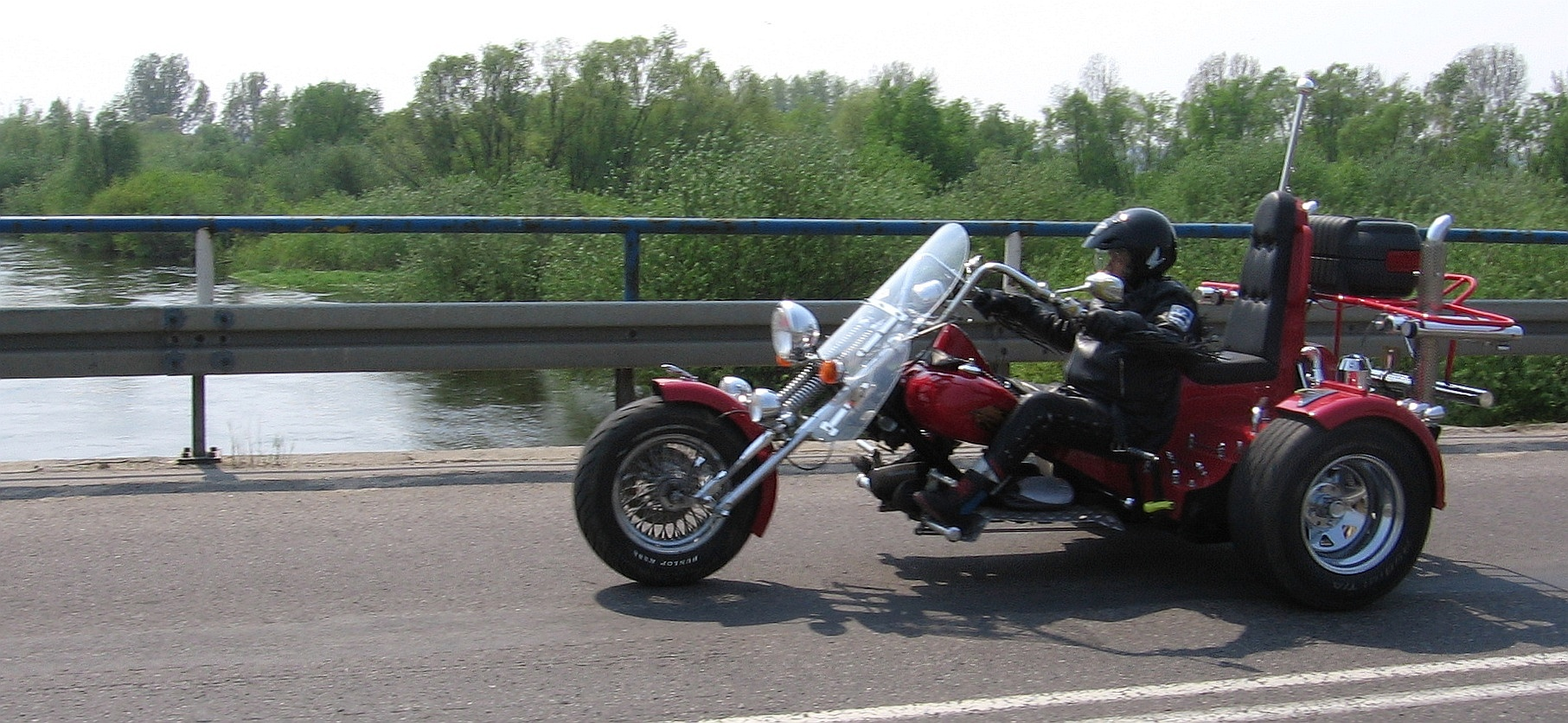
Trajka na trasie

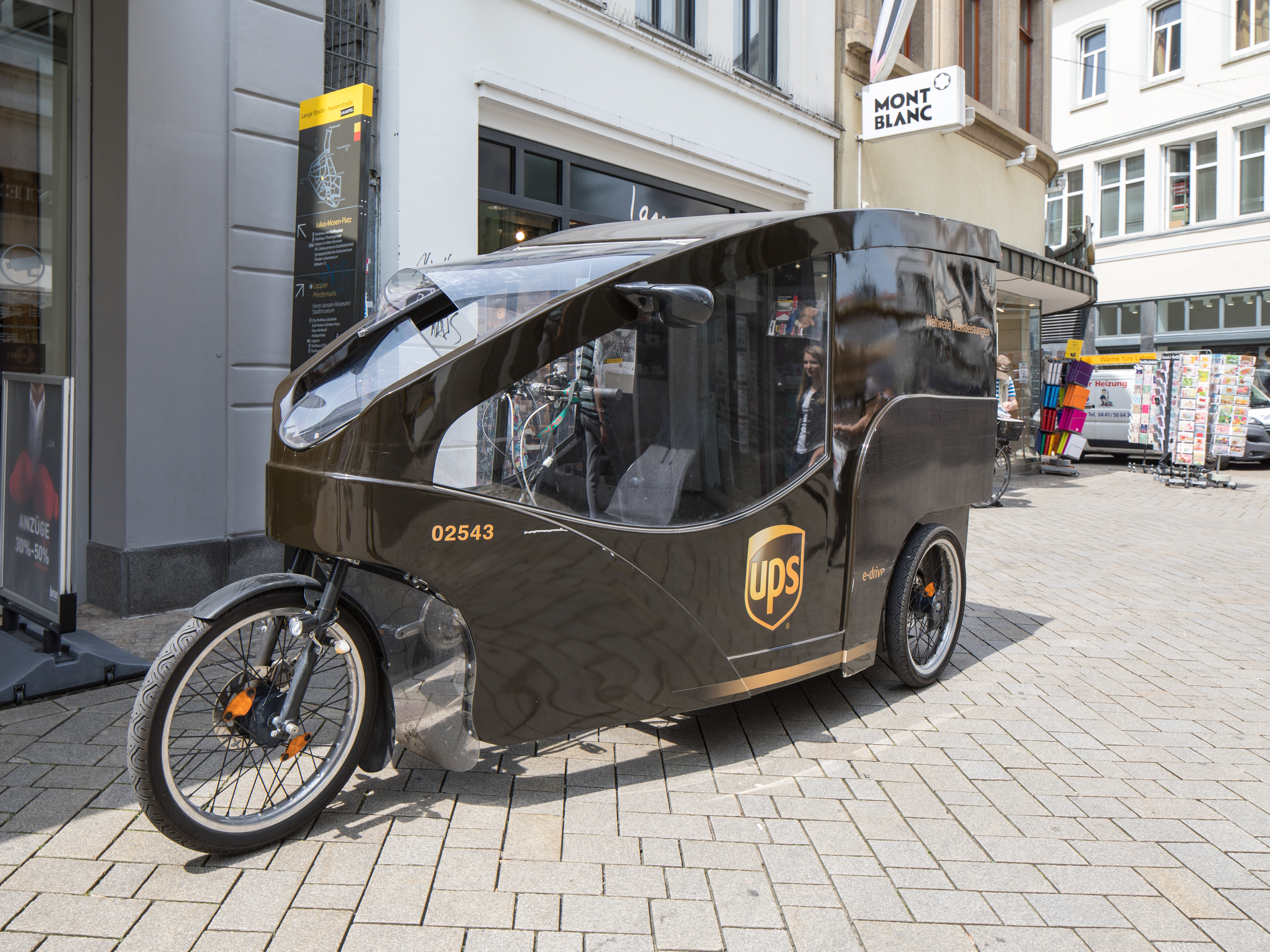
Trójkołowy rower cargo z napędem elektrycznym

Trajka (ang. trike), traja, trójkołowiec, trzykołowiec – pojazd silnikowy na trzech kołach.
Trajka bywa połączeniem motocykla z samochodem. Przód pochodzi z motocykla, a tył z samochodu. Do budowy trajek wykorzystywane bywają zawieszenia i silniki pochodzące z VW Garbusa, ale też np. z Zaporożca czy Fiata 126, czyli generalnie samochodów z silnikiem usytuowanym z tyłu pojazdu.
Trajki z przodu mają jedno koło w osi symetrii pojazdu, a dwa koła z tyłu. Inne odmiany trajki mogą mieć dwa koła z przodu i jedno z tyłu (np. model Can-am Spyder 990).
W języku polskim nazwy tej nie używa się w odniesieniu do innych konstrukcji trójkołowych, np. pojazdów o napędzie mięśniowym, podobnych do rowerów (pojazd taki nazywany bywa tricyklem), ani do motocykli z bocznym wózkiem, ani do trójkołowych wózków inwalidzkich (także wobec tych z napędem motorowym), ani też wobec powszechnych w Azji trójkołowych riksz ani motorowych pojazdów do przewozu pasażerów. Wyjątkiem jest potoczna nazwa trikke.